# Стих (Библия)
Применительно к библейским текстам понятие стиха используется в двух значениях: во-первых, для обозначения небольшой части Священного Писания, выделяемого по смыслу и пронумерованного; во-вторых, небольших текстов, возглашаемых и распеваемых в различные моменты богослужения. Канонический текст Библии, принятый Православной церковью, включает 66 книг, разделённых на 1189 глав, состоящих из 31 173 стихов.
Современную систему разделения Библии на стихи предложил в XVI веке издатель Робер Этьенн. Номер стиха указывается в начале строки.

## История
Изначально канонические книги и апокрифические тексты библейской традиции (иудейской и христианской) были лишены деления. Попытки упорядочивания текста Священного Писания предпринимались уже в иудейской среде. Рукописи Танаха разделялись при переписывании на «отделы» (pesukim), примерно соответствующие современным библейских стихам. Более крупные разделы, включающие несколько песуким, именовались sedarim (от еврейского слова «порядок»). Далее на рубеже нашей эры появилось деление на парашийот (главы), то есть отрывки, завершённые по смыслу и композиции. Тора делилась подобным образом на 669 парашийот. Разделение греческого текста Септуагинты впервые документировано Ватиканским кодексом IV века нашей эры. Масштабное и продуманное разделение библейского текста Вульгаты на главы предпринял в начале XIII века кардинал Стефан Лангтон, тогда — ректор Парижского университета. Деление преследовало практические цели: в университете обучались богословы со всей Европы, где существовали непохожие традиции членения библейского текста, создающие разнобой. В системе Лангтона глава прежде всего подразделялась на семь частей (не параграфов), отмеченных на полях буквами а, b, с, d, e, f, g. Ссылки делались на номер главы и далее на букву раздела. Более короткие главы Псалмов, однако, не всегда делились на семь частей. Современное деление библейского текста на стихи ввёл Робер Этьенн в женевском издании греческого и латинского Нового Завета 1551 года. Впрочем, до Этьена подобную попытку предпринимал итальянский доминиканский монах, филолог и богослов Пагнус Сантес, но его система не прижилась.